# Jardim Alegre
Jardim Alegre est une municipalité brésilienne située dans l'État du Paraná.